# (500023) 2011 RA3
(500023) 2011 RA3 es un asteroide perteneciente al cinturón de asteroides, descubierto el 4 de septiembre de 2011 por el equipo del Pan-STARRS desde el Observatorio de Haleakala, Hawái, Estados Unidos.

## Designación y nombre
Designado provisionalmente como 2011 RA3.

## Características orbitales
2011 RA3 está situado a una distancia media del Sol de 3,053 ua, pudiendo alejarse hasta 3,245 ua y acercarse hasta 2,861 ua. Su excentricidad es 0,062 y la inclinación orbital 8,842 grados. Emplea 1948,80 días en completar una órbita alrededor del Sol.
Los próximos acercamientos a la órbita de Júpiter se producirán el 15 de octubre de 2022, el 8 de mayo de 2071 y el 12 de septiembre de 2080, entre otros.

## Características físicas
La magnitud absoluta de 2011 RA3 es 16,5.